# アルバート・エリス
アルバート・エリス（Albert Ellis、1913年9月27日 - 2007年7月24日）は、アメリカの臨床心理学者。
論理療法（Rational Therapy：RT、現・理性感情行動療法：REBT）の創始者として知られた。彼は短期治療法を信じ、ジークムント・フロイトによる時間のかかる手法に挑み、アーロン・ベックによる別の技法（認知療法）と共に、今では認知行動療法と呼ばれている分野の基礎を築いた。
アメリカの1982年の臨床心理学者への世論調査では、その分野に大きな影響のある人物としてフロイトを抜いて2位に選ばれ、1位に（来談者中心療法の）カール・ロジャース、3位に（精神分析の）ジークムント・フロイトが挙げられた。また、1957年以降、論文への引用頻度でも一位を続けていた。

## 生涯
1913年9月27日、彼はペンシルベニア州ピッツバーグに生まれた。ニューヨークで育ち、1934年にニューヨーク市立大学を卒業した。
アドラー心理学の影響を受け、北米アドラー心理学会の会員でもある。
性的解放運動家として知られるアルフレッド・キンゼイと共に共同研究をし、アメリカ心理学会から苦情を呈されていた。
1947年に同大学で臨床心理学の博士号の学位を取得した。博士号取得後、カレン・ホーナイ研究所で精神分析の訓練を3年間受け、精神分析家として仕事をしていた。
1950年には、そのような訓練をやめ、後に時間を無駄にした語っている。短期治療法を信じ、ジークムント・フロイトによる時間のかかる手法（精神分析）に挑み、1955年には心理療法の新しい手法として論理療法(Rational Therapy)を考案した。彼は「治療に何年もかける必要はない」と述べ、時の心理学者や精神科医には愚かだとみなされた。1959年には、ニューヨーク州マンハッタンに研究所を設立する。アルバート・エリス研究所(Albert Ellis Institute)という非営利の研究所を設立し、長年理事長を務め、晩年はアルバート・エリス研究所の名誉所長を務めていた。
何度か手法の名称を変更した。
- 1962年、論理療法を論理情動療法／理性感情療法(Rational-Emotive Therapy：RET)
- 1995年、論理情動療法を論理情動行動療法／理性感情行動療法(Rational Emotive Behavior Therapy：REBT)

亡くなるまでに2度来日した。
2005年に研究所の理事会に除名され、ニューヨーク州高等裁判所の裁定により2006年1月には復職している。2007年に、ニューヨーク市マンハッタンの自宅において93歳で死去、死因は腎不全および心不全と伝えられた。

## 著書
- Ellis, A.　(1962)　Reason and emotion in psychotherapy.　 New York : Lyle Stuart
- Ellis, A.　(1973)　Humanistic psychotherapy: The rational-emotive approach.　New York : Julian Press
  - （エリスA.(著)　澤田慶輔・橋口英俊(共訳)　1983　人間性主義心理療法：RET入門　東京：サイエンス社）
- Ellis, A. & Harper, R. A.　(1975)　A new guide to rational living.　New Jersey : Pretice Hall
  - （エリスA.・ハーパーR.A.(著)　北見芳雄(監修)　國分康孝・伊藤順康(共訳)　1981　論理療法－自己説得のサイコセラピイ　東京：川島書店）
- Ellis, A.　(1975)　How to live with a neurotic: At home and at work.　 New York : Crown Publishers
  - （エリスA.(著)　國分康孝(監訳)　1984　神経症者とつきあうには：家庭・学校・職場における論理療法　東京：川島書店）
- Ellis, A. & Dryden, W.　(1987)　The practice of rational-emotive therapy(RET).　New York : Springer Publishing
  - （エリスA.・ドライデンW.(著)　稲松信雄・重久剛・滝沢武久・野口京子・橋口英俊・本明寛(共訳)　1996　REBT入門：理性感情行動療法への招待　東京：実務教育出版）
- Ellis, A.　(1988)　How to stubbornly refuse to make yourself miserable about anything－yes,anything!
  - （エリスA.(著)　國分康孝・石隈利紀・國分久子(訳)　1996　どんなことがあっても自分をみじめにしないためには：論理療法のすすめ　東京：川島書店）
- Ellis, A.　(1994)　Reason and emotion in psychotherapy: A comprehensive method of treating human disturbances revised and updated.　Secaucus : Carol Publishing Group
  - （エリスA.(著)　野口京子(訳)　1999　理性感情行動療法　東京：金子書房）
- Ellis, A.　(1996)　Better, deeper, and more enduring brief therapy: The rational emotive bahavior therapy approach.　New York : Brunner/Mazel
  - （エリスA.(著)　本明寛・野口京子(監訳)　2000　ブリーフ・セラピー：理性感情行動療法のアプローチ　東京：金子書房）
- Ellis, A. & Tafrate,R.C.　(1998)　How to control your anger before it controls you.
  - （A.エリス・R.C.タフレイト（著）　野口京子（訳）　2004　怒りをコントロールできる人、できない人：理性感情行動療法(REBT)による怒りの解決法　東京：金子書房）
- Ellis, A.　(1999)　How to make yourself happy and remarkably less disturbable.
  - （エリスA.(著)　斎藤勇(訳)　2000　性格は変えられない、それでも人生は変えられる：エリス博士のセルフ・セラピー　東京：ダイヤモンド社）
- Ellis, A. & Crawford, T.　(2000)　Making intimate connections: 7 Guidelines for Great Relationships and Better Communication.
  - （エリスA.・クロフォードT.(著)　斉藤勇(監訳)　栗原紀子(訳)　2002　幸せなカップルになるために：エリス博士の7つのルール　東京：ダイヤモンド社）
- Ellis, A. & Wilde, J.　(2002)　Case studies in rational emotive behavior therapy with children and adolescents.　Upper Saddle River, N.J. : Merrill Prentice Hall
  - （エリスA.・ワイルドJ.(著)　菅沼憲治・江原勝久(訳)　2005　エリスとワイルドの思春期カウンセリング：事例で読む論理療法　東京：東京図書）